# Cyperus bellus
Cyperus bellus es una planta de la familia de las ciperáceas.

## Descripción
Herbácea, perennifolia, cespitosa. Tallos de (3,6)4-7,5(13,4) cm, algo curvados, trígonos, rígidos, con la parte basal ligeramente engrosada, lo que le confiere una apariencia tuberosa. Hojas de (5)6-10(11) × 0,1-0,4 cm, generalmente de menor longitud que el tallo, la mayoría basales, que dejan desnudo el tallo en su mitad superior, planas o a veces un poco aquilladas, antrorso-escábridas hacia el ápice en los márgenes y el nervio medio, eliguladas. Inflorescencia terminal, en antela generalmente simple, de 14-21 mm, de ordinario formada por 1-5 radios primarios de 1-2,5 mm, en cuyo ápice se dispone un fascículo de 3-11 espiguillas; brácteas 3-4, planas, antrorso-escábridas en los márgenes, la inferior de (59)85- 84(96) × (1,5)2,3-2,7(3,4) mm, de longitud mucho mayor que la inflorescencia; espiguillas 8,3-12,9 × 1,9-3 mm, erecto-patentes, lanceoladas, agudas, comprimidas, con 14-21 flores; raquidio recto, con un ala membranácea hialina. Glumas 2,1-2,2 × 0,7-1,8 mm, dísticas, densamente imbricadas, ovadas o elípticas, mucronuladas, de color pardo rojizo, con los márgenes escariosos, con una banda central verdosa con 5-7 nervios. Estambres 3, exertos en la antesis. Estilo largo, con 3 estigmas exertos. Aquenios 1,2-1,3 × 0,49-0,52 mm, de longitud claramente menor (c. 1/2) que la gluma, obovoides, trígonos, de color pardo obscuro o negruzco en la madurez.

## Distribución y hábitat
Se encuentra en bordes de lagunas, en zonas encharcables por las lluvias; a una altitud de 670 metros. Espontánea en Sudáfrica, Tanzania y Madagascar, naturalizada en las orillas de la Laguna Chica (Moral de Calatrava).

## Taxonomía
Cyperus bellus fue descrita por Carl Sigismund Kunth   y publicado en Enumeratio Plantarum Omnium Hucusque Cognitarum 2: 52. 1837.
Etimología
Cyperus: nombre genérico que deriva del griego y que significa "junco".
bellus: epíteto latino que significa "bella".
Sinonimia
- Cyperus bellus f. auratus Kük.
- Cyperus remotiflorus Kük.
- Cyperus remotiflorus var. schweickerdtii Merxm.[4][5]